# Nuoto ai campionati mondiali di nuoto 2013 - Staffetta 4x200 metri stile libero maschile
Le qualifiche per la semifinale si sono svolte la mattina del 2 agosto 2013, mentre la finale, invece, si è svolta la sera dello stesso giorno.

## Medaglie
| Posizione | Oro                                                                            | Argento                                                          | Bronzo                                       |
| --------- | ------------------------------------------------------------------------------ | ---------------------------------------------------------------- | -------------------------------------------- |
| Paese     | Stati Uniti                                                                    | Russia                                                           | Cina                                         |
| Atleti    | Conor Dwyer Ryan Lochte Charlie Houchin Ricky Berens Matt McLean Michael Klueh | Danila Izotov Nikita Lobincev Artem Lobuzov Aleksandr Suchorukov | Wang Shun Hao Yun Li Yunqi Sun Yang Lü Zhiwu |

## Record
Prima della manifestazione il record del mondo (WR) e il record dei campionati (CR) erano i seguenti.
| Record mondiale       | 6'58"55 | Stati Uniti Michael Phelps (1'44"49) Ricky Berens (1'44"13) David Walters (1'45"47) Ryan Lochte (1'44"46) | 31 luglio 2009 Roma, Italia |
| Record dei campionati | 6'58"55 | Stati Uniti Michael Phelps (1'44"49) Ricky Berens (1'44"13) David Walters (1'45"47) Ryan Lochte (1'44"46) | 31 luglio 2009 Roma, Italia |

## Risultati

### Batterie
| Pos. | Batteria | Corsia | Atleta                                                                | Nazionalità   | Tempo   | Note |
| ---- | -------- | ------ | --------------------------------------------------------------------- | ------------- | ------- | ---- |
| 1    | 2        | 4      | Matt McLean Michael Klueh Charlie Houchin Ricky Berens                | Stati Uniti   | 7'08"05 | Q    |
| 2    | 1        | 6      | Danila Izotov Nikita Lobincev Artem Lobuzov Aleksandr Suchorukov      | Russia        | 7'09"87 | Q    |
| 3    | 2        | 6      | Takeshi Matsuda Sho Sotodate Yūki Kobori Daiya Seto                   | Giappone      | 7'09"98 | Q    |
| 4    | 1        | 4      | Yannick Agnel Lorys Bourelly Grégory Mallet Jérémy Stravius           | Francia       | 7'10"66 | Q    |
| 5    | 1        | 2      | Glenn Surgeloose Emmanuel Vanluchenne Dieter Dekoninck Pieter Timmers | Belgio        | 7'10"69 | Q    |
| 6    | 1        | 5      | Dimitri Colupaev Clemens Rapp Markus Deibler Yannick Lebherz          | Germania      | 7'11"06 | Q    |
| 7    | 1        | 3      | James Guy Robbie Renwick Ieuan Lloyd Josh Walsh                       | Gran Bretagna | 7'13"00 | Q    |
| 8    | 2        | 5      | Wang Shun Hao Yun Lü Zhiwu Li Yunqi                                   | Cina          | 7'13"37 | Q    |
| 9    | 2        | 3      | David McKeon Ned McKendry Alexander Graham Jarrod Killey              | Australia     | 7'13"52 |      |
| 10   | 2        | 2      | Alex Di Giorgio Marco Belotti Damiano Lestingi Filippo Magnini        | Italia        | 7'13"60 |      |
| 11   | 2        | 1      | Nicolas Oliveira Fernando Santos João de Lucca Vinícius Waked         | Brasile       | 7'15"97 |      |
| 12   | 2        | 7      | Blake Worsley Alec Page Aly Abdel Khalik Hassaan Abdel Khalik         | Canada        | 7'17"17 |      |
| 13   | 2        | 0      | Víctor Martín Marc Sánchez Albert Puig Gerard Rodríguez               | Spagna        | 7'17"59 |      |
| 14   | 1        | 7      | Jan Świtkowski Dawid Ziełinski Filip Bujoczek Michał Poprawa          | Polonia       | 7'19"07 |      |
| 15   | 1        | 1      | Marwan Ismail Mohamed Khaled Ahmed Akram Mohamed Gadallah             | Egitto        | 7'31"60 |      |
| 16   | 1        | 0      | Doğa Çelik Nezır Karap Furkan Marasli Kemal Arda Gürdal               | Turchia       | 7'32"37 |      |
| 17   | 1        | 8      | Jung Jeong-Soo Jang Sang-Jin Ju Jang-Hun Im Tae-Jeong                 | Corea del Sud | 7'32"83 |      |
| 18   | 2        | 8      | Miguel Gutiérrez Ramiro Ramírez Ezequiel Trujillo Arturo Pérez Vertti | Messico       | 7'38"51 |      |

### Finale
| Pos. | Corsia | Atleta                                                                | Nazionalità   | Tempo   | Note |
| ---- | ------ | --------------------------------------------------------------------- | ------------- | ------- | ---- |
|      | 4      | Conor Dwyer Ryan Lochte Charlie Houchin Ricky Berens                  | Stati Uniti   | 7'01"72 |      |
|      | 5      | Danila Izotov Nikita Lobincev Artem Lobuzov Aleksandr Suchorukov      | Russia        | 7'03"92 |      |
|      | 8      | Wang Shun Hao Yun Li Yunqi Sun Yang                                   | Cina          | 7'04"74 |      |
| 4    | 6      | Yannick Agnel Lorys Bourelly Grégory Mallet Jérémy Stravius           | Francia       | 7'04"91 |      |
| 5    | 3      | Kōsuke Hagino Sho Sotodate Yūki Kobori Takeshi Matsuda                | Giappone      | 7'04"95 |      |
| 6    | 7      | Clemens Rapp Markus Deibler Dimitri Colupaev Yannick Lebherz          | Germania      | 7'10"07 |      |
| 7    | 2      | Glenn Surgeloose Emmanuel Vanluchenne Dieter Dekoninck Pieter Timmers | Belgio        | 7'11"15 |      |
| 8    | 1      | James Guy Robert Renwick Jak Scott Josh Walsh                         | Gran Bretagna | 7'12"00 |      |